# Tetramorium capitale
Tetramorium capitale är en myrart som först beskrevs av Mcareavey 1949.  Tetramorium capitale ingår i släktet Tetramorium och familjen myror. Inga underarter finns listade i Catalogue of Life.